# Colonia el Cayahual
Colonia el Cayahual är en ort i Mexiko, tillhörande kommunen Teotihuacán i delstaten Mexiko. Colonia el Cayahual ligger i den centrala delen av landet och tillhör Mexico Citys storstadsområde. Orten hade 288 invånare vid folkmätningen 2010.